# Arquata del Tronto
Arquata del Tronto är en ort och kommun i provinsen Ascoli Piceno i regionen Marche i Italien. Kommunen hade 1 087 invånare (2018).